# Alexander Collie
Alexander Collie ( 2 de junio de 1793 , Escocia - 8 de noviembre de 1835 , Australia) fue cirujano de a bordo, en un viaje de exploración científica con el H.M.S. Blossom de 1825 a 1828 , participanco como naturalista en el viaje del Tte. Preston, en 1829 hacia Australia Occidental, siendo gobernador residente en King George Sound en 1831 , y después cirujano colonial en Río Swan desde 1833 a 1835; además de explorador en expediciones botánicas.

## Primeros años
Collie era aborigen de Insch, Aberdeenshire, Escocia; sus padres Alexander y Christina Leslie. El más joven de tres hijos, Collie estudió medicina en Edimburgo antes de mudarse a Londres para continuar sus estudios. En enero de 1813, se unió a la Fellowship of the Royal College of Surgeons y se convirtió en asistente de cirujano en la Armada.

## Carrera
Navegó en la fragata HMS Doris a Tenerife, China y las Indias Orientales, para luego retornar a Europa para estudiar botánica, mineralogía y química. En 1824, es cirujano a bordo del HMS Blossom atravesando África, Brasil, Chile, islas Sandwich, California, península de Kamchatka, Taiwán, México.
Collie se unió a la expedición a Australia Occidental con el HMS Sulphur, en febrero de 1829, asistiendo al nacimiento del hijo de James Stirling y de su esposa Ellen: Frederick Henry, en plena travesía marítima. Apenas arribado a la isla de Rottnest en junio de 1829, trabajando en un pequeño hospital en carpa, en isla Garden; estudiando botánica en su tiempo libre. Recibió 610 ha de tierras en los bancos del río Swan (Australia Occidental).
Él y el teniente Preston exploraron el sudoeste de Australia Occidental, descubriendo dos ríos que el teniente gobernador Stirling los honró a ambos con: río Collie y río Preston. En 1830, investigó los bienes de Peel, reportando que el manejo de los bienes por parte de Thomas Peel, era incompetente, lo que condujo a la ayuda del gobierno hacia los colonos.
En 1831, a Collie se le asignan 200 ha de tierra en Albany (Australia Occidental), donde se convirtió en el primer gobernador residente de la ciudad. Regresó a Perth a ser cirujano colonial de la Colonia del Río Swan, de 1833 a 1835. Falleció en King George Sound el 8 de noviembre de 1835.

## Algunas publicaciones

### Libros
- 1887. On fevers; their history, etiology, diagnosis, prognosis, and treatment. Lewis's practical series. Ed. Lewis. 288 pp. Reeditó Books LLC, 2009, 186 pp. ISBN 0-217-26428-X

## Honores

### Epónimo
- Ciudad de Collie
- Río Collie, con un monolito de granito erigido en su honor.[1]

#### Nombres científicos
Ave
- Calocitta colliei fue nombrado tras su visita a la zona del Blossom, en la década de 1820.[1]

Especies
- (Poaceae) Panicum colliei Endl.[2]

- La abreviatura «Collie» se emplea para indicar a Alexander Collie como autoridad en la descripción y clasificación científica de los vegetales.[3]